# Andy LaRocque
Pour les articles homonymes, voir Larocque.
Andy LaRocque de son vrai nom Anders Allhage, est né le 29 novembre 1962 à Göteborg (Suède) est plus connu en tant que guitariste du groupe King Diamond. Il est également compositeur et joue occasionnellement du clavier. LaRocque a commencé dans un groupe de hard rock suédois, Swedish Beauty,qui changea de nom pour Swedish Erotica. Il joua également dans Death sur l'album Individual Thought Patterns et avec IllWill sur l'album Evilution. Il a aussi joué sur d'autres albums, comme avec At The Gates et dans Chapters from a Vale Forlorn de Falconer.
Il possède son propre studio d'enregistrement le "Sonic Train Studios" à Varberg, Suède, depuis 1995 (anciennement nommé le "Los Angered Recordings" qui se situait à Angered, Suède), où il enregistre d'autres groupes.

## Discographie

### Avec E.F. Band
- One Night Stand (1985)

### Avec King Diamond
- Fatal Portrait  (1986)
- Abigail  (1987)
- Them  (1988)
- The Dark Sides  (EP, 1988)
- Conspiracy  (1989)
- The Eye  (1990)
- In Concert 1987: Abigail  (live, 1991)
- A Dangerous Meeting   (compilation, 1992)
- The Spider's Lullabye  (1995)
- The Graveyard  (1996)
- Voodoo  (1998)
- House of God  (2000)
- Abigail II: The Revenge  (2002)
- The Puppet Master  (2003)
- Deadly Lullabyes: Live  (2004)
- Give Me Your Soul...Please  (2007)

### Avec Death
- Individual Thought Patterns (1993)

### Avec IllWill
- Evilution (1999)

### Quelques apparitions
- At The Gates – Slaughter of the Soul (1995), guitar solo on "Cold"
- Evergrey – The Dark Discovery (1998)
- Dimmu Borgir – Puritanical Euphoric Misanthropia (2000), guitar solo on "Devil's Path"
- Falconer – Chapters from a Vale Forlorn (2002)
- Yyrkoon – Unhealthy Opera (2006), guitar solo on "Horror from the Sea"

## Comme producteur
- Swordmaster – Postmortem Tales (1997)
- Taetre - The Art
- Einherjer – Odin Owns Ye All (1998)
- Midvinter – At the Sight of the Apocalypse Dragon (1998)
- Sacramentum – Thy Black Destiny (1999)
- Taetre – Out Of Emotional Disorder (1999)
- The Awesome Machine – It's Ugly or Nothing (2000) – also slide guitar
- Astroqueen – Into Submission (2001)
- Evergrey – In Search of Truth (2001)
- Falconer  – Sceptre of Deception (2003) – also guitar
- Ironware – Break Out (2003)
- Runemagick – Darkness Death Doom (2003) – drum producer only
- Eidolon – Apostles of Defiance (2004) –  also guitar
- Evergrey – Dark Discovery (2004) –  also guitar
- Evergrey – Solitude Dominance Tragedy (2004)
- Melechesh – Sphynx (2004) – also Guitar
- Morifade – Domination (2004)
- Soul Reaper – Liferazer (2004)
- Dragonland – Battle in the Ivory Plains (2005)
- Einherjer – Norwegian Native Art (2005) –  also guitar
- Falconer – Grime vs. Grandeur (2005)
- Sandalinas – Living on the Edge (2005)
- Runemagick – Envenom (2005)
- Taetre
- Lord Belial
- Darzamat – Transkarpatia  (2005)

### Compilations
- Metalmeister, Vol. 2 (1997)
- Deathmeister, Vol. 1 (1998)
- Metalmeister, Vol. 3 (1998)
- Metal Blade Records 20th Anniversary (2002)
- Louder Than the Dragon: The Essential of Limb Music (2004)